# Sông Rào Quán
Sông Rào Quán là phụ lưu của sông Đakrông trong hệ thống sông Thạch Hãn. Sông Rào Quán chảy ở huyện Hướng Hóa và huyện Đakrông, tỉnh Quảng Trị, Việt Nam.

## Dòng chảy
Sông dài 42 km, diện tích lưu vực 244 km². Trong tiếng Việt từ "Rào" có nghĩa là sông, suối, nên tên sông nguyên gốc là Rào Quán.
Sông Rào Quán bắt nguồn từ các suối ở sườn đông các núi như núi Tà Bằng cao 1.518 m thuộc dãy núi Trường Sơn, ở vùng phía bắc huyện Hướng Hóa, chảy về hướng đông nam. 16°48′58″B 106°37′21″Đ / 16,816175°B 106,622597°Đ
Tại bản Cu Pô, xã Đakrông, sông Rào Quán hợp lưu với sông Đakrông (dòng thượng nguồn của sông Thạch Hãn trên địa bàn huyện Đakrông).

## Thủy điện
Thủy điện Quảng Trị hay Thủy điện Rào Quán là thủy điện xây dựng trên dòng chính sông Rào Quán tại vùng đất xã Hướng Tân, huyện Hướng Hóa, tỉnh Quảng Trị, có công suất 64 MW với 2 tổ máy, khởi công tháng 8/2003 hoàn thành tháng 7/2009  16°41′21″B 106°42′17″Đ / 16,68917°B 106,70472°Đ.
Thủy điện Hạ Rào Quán có công suất lắp máy 6,4 MW, sản lượng điện hàng năm 24,2 triệu KWh, xây dựng trên dòng Rào Quán, ở vùng đất xã Tân Hợp, huyện Hướng Hóa, hoàn thành tháng 5/2011. 16°38′54″B 106°46′10″Đ / 16,648312°B 106,769382°Đ
Thủy điện Hạ Rào Quán ở cách đập Thủy điện Quảng Trị cỡ hơn 10 km phía hạ lưu sông.